# Thode Island
Die Thode Island ist eine kleine und vereiste Insel im Marshall-Archipel vor der Saunders-Küste des westantarktischen Marie-Byrd-Landes. Im Sulzberger-Schelfeis liegt sie 1,5 km nordwestlich von Benton Island und 6 km östlich von Przybyszewski Island. 
Der United States Geological Survey kartierte sie anhand eigener Vermessungen und Luftaufnahmen der United States Navy aus den Jahren von 1959 bis 1965. Das Advisory Committee on Antarctic Names benannte sie 1970 nach George C. Thode, Meteorologe auf der Byrd-Station im Jahr 1968.